# Flavobacterium
Flavobacterium é um género de bactérias Gram-negativas, não-móveis e móveis, em forma de bacilo, que consiste de dez espécies reconhecidas e três espécies novas propostas (F. gondwanense, F. salegens e F. scophthalmum). As flavobactérias são encontrados no solo e na água fresca, numa grande variedade de ambientes. Muitas espécies são conhecidas por causar doenças em peixes de água doce.
Flavobacterium psychrophilum provoca doenças na truta-arco-íris e outros salmonídeos.
Flavobacterium columnare provoca uma doença em peixes de água doce, como os siluriformes.
Flavobacterium branchiophilum provoca uma doença nas brânquias em trutas.
A espécie tipo do género é Flavobacterium aquatile (Frankland e Frankland 1889) Bergey et al. 1923. O nome do género significa "bactéria amarela".